# Nessun dove
Nessun dove (Neverwhere) è un romanzo fantasy di Neil Gaiman, scritto nel 1996, nato dalla sceneggiatura della serie televisiva omonima Neverwhere. È stato pubblicato in italiano per la prima volta nel 1999.

## Storia editoriale
Neverwhere vede la luce prima come serie televisiva, andata in onda nel 1996 sul canale BBC Two e prodotta da Clive Brill, diretta da Dewi Humphrey e corredata da una sigla di testa e di coda dell'artista visivo Dave McKean, alla sua ennesima collaborazione con Gaiman. Il romanzo uscì quando la serie era arrivata al terzo episodio e, pur essendo la trama essenzialmente la stessa, presenta alcune differenze con la versione televisiva della storia. Una versione riveduta del romanzo venne pubblicata per il mercato editoriale americano e, in seguito, una terza versione, con alcune modifiche e integrazioni tra le precedenti, è stata pubblicata come definitiva.

## Trama
Richard Mayhew è un giovane inglese comune, con solo qualche piccola bizzarria vagamente kitsch, come la mania di collezionare piccoli troll di plastica dai capelli fluorescenti. Sta per lasciare la Scozia per trasferirsi a Londra per cominciare la sua vita adulta, lavorare, farsi strada nel mondo reale. Quello che invece troverà a Londra è una rivelazione. Grazie ad una coincidenza, l'incontro con una ragazza ferita ed esausta per la strada, Richard scopre l'esistenza di un mondo sotterraneo, popolato e plasmato da tutti coloro che vivono ai margini, gli invisibili, i pazzi, i senzatetto, quelli che la gente tende a ignorare. Al seguito della giovane ferita, che in realtà è Lady Porta in fuga da due cacciatori di taglie ridicoli e terrificanti, Richard finirà in una tana del bianconiglio straordinariamente profonda, alla scoperta di "Londra Sotto", la Londra "sotterranea", per cercare, attraverso prove e inganni, e con l'aiuto di bizzarri personaggi, chi ha ordinato, e perché, la morte della famiglia di Lady Porta.

## Edizioni
- Neil Gaiman, Nessun dove, traduzione di Elena Villa, Fanucci, 1999, ISBN 88-347-0874-1.
- Neil Gaiman, Nessundove, traduzione di Elena Villa, illustrazioni di Chris Riddell, Mondadori, 2021, ISBN 978-8804735335.

## Trasposizioni
Nel luglio del 2005 è stata pubblicata una trasposizione in fumetti di Neverwhere edita dalla sezione Vertigo della DC Comics. I testi della miniserie sono di Mike Carey (già sceneggiatore, tra l'altro, della serie Vertigo Lucifer, una sorta di sequel del Sandman di Gaiman), mentre i disegni e le copertine sono di Glenn Fabry (già copertinista della serie Preacher, sempre per l'etichetta Vertigo).
Nel marzo del 2013 andò in onda un adattamento radiofonico in sei parti per BBC Radio 4 e BBC Radio 4 Extra. Nel cast erano presenti James McAvoy, che dava la voce a Richard, Natalie Dormer, David Harewood, Sophie Okonedo, Benedict Cumberbatch e Christopher Lee.